# Tulpen-Stuhl
Der Tulip chair (deutsch Tulpen-Stuhl) wurde vom finnischen Designer Eero Saarinen 1955 für das Unternehmen Hans Knoll in New York entworfen.

## Beschreibung
Der Tulip chair gehört zu einer Serie von Stühlen, Armstühlen, Tischen und Beistelltischen, die Eero Saarinen innerhalb von fünf Jahren entwickelte. Charakteristisch für diese Serie ist die Reduzierung der tragenden Konstruktion auf einen zentralen Stützfuß, wie bei einem Weinglas, um die Einheitlichkeit der Form bei Tisch und Stuhl hervorzuheben. Der Stuhl hat die glatten Linien der Moderne und wurde in seinerzeit experimentellen Materialien gefertigt. Die Stuhlserie gilt heute als ein Klassiker des Industriedesigns. Sie wurde auch in Deutschland durch die Hans Knoll-Niederlassung in Stuttgart vertrieben.

## Geschichte
Eero Saarinen hatte gehofft, den Stuhl in einem Stück komplett nur aus glasfaserverstärktem Kunststoff (GfK) zu produzieren, jedoch war das damalige Material nicht in der Lage, die Kräfte, die auf einen Stuhl einwirken, zu ertragen. Die ersten 1956 gefertigten Serien waren anfällig für Brüche. Als Ergebnis wurde das Unterteil des Tulip chair durch Aluminium mit rilsanbeschichteter Oberfläche verstärkt und die GfK-Schale oben aufgesetzt, was jedoch das Aussehen eines in einem Stück gefertigten Stuhles ergab. Die Oberschale wurde mit Polsterschaumkissen versehen, die mit Klettverschluss abnehmbar sind.
In den späten 1960er Jahren wurde der Tulip chair durch die TV-Serie Star Trek bekannt. Die Stühle für die Szenen auf der Kommandobrücke wurden leicht modifiziert. Nachdem die Serie abgedreht war, wurde der größte Teil der Einrichtung in Müllcontainern entsorgt. Ein originaler Tulpen-Stuhl aus der Serie wurde in Hollywood später bei einer Auktion angeboten und für 18.000 US-Dollar versteigert.
Ein Tulip Armchair Modell 150 befindet sich seit 1958 im New Yorker Museum of Modern Art (MoMA). Der Tulip chair ist bis heute unverändert in Produktion.

## Auszeichnungen
- Design Center Stuttgart Award 1962
- Museum of Modern Art Award 1969
- Federal Award for Industrial Design 1969